# Ammothella monotuberculata
Ammothella monotuberculata là một loài nhện biển trong họ Ammotheidae. Loài này thuộc chi Ammothella. Ammothella monotuberculata được miêu tả khoa học năm 1987 bởi Hong & Kim.